# Call of Duty: Finest Hour
A Call of Duty: Finest Hour egy 2004-ben megjelent belső nézetes lövöldözős videójáték, amelyet a Spark Unlimited fejlesztett és az Activision adott ki GameCube, PlayStation 2 és Xbox platformokra. Ez volt a Call of Duty sorozat első konzolos kiadása.

## Játékmenet
A Finest Hour – a Call of Duty sorozat többi részéhez hasonlóan – egy belső nézetes lövöldözős játék, amelyben a játékos a második világháborúban harcoló katona szerepét tölti be. A játék három hadjáratból áll, amelyekben a játékos különböző karaktereket alakít, Szovjetunió, Anglia és az Egyesült Államok oldalán. A játékos korhű, a korszaknak megfelelő fegyvereket használ a harcok során. A játék során a játékosok nemcsak gyalogos katonaként teljesítenek feladatokat, hanem egyéb szerepekben is kipróbálhatják magukat. Ezek közé tartozik például a rögzített géppuskatornyok használata –  akár építményeken, akár járműveken –, valamint a nehézfegyverek, például harckocsik irányítása is. A játékosok korlátozott életerővel rendelkeznek, amely csökken, ha lövést kapnak, közelharcban megsebesítik őket, vagy leesnek nagy magasságból. Az életerő egészségcsomagok (health pack) felvételével és felhasználásával állítható helyre. Az, hogy egyszerre hány ilyen csomagot lehet magunknál tartani, a hadjáratban választott nehézségi szinttől függ. A Finest Hour a konzoltól függően online és helyi többjátékos módot is támogatott. A GameCube esetében nem volt online multiplayer támogatás, mivel a játék nem használta ki a konzol szélessávú vagy modem adapterét. Xboxon a Finest Hour támogatta az Xbox Live-ot, és akár 32 játékos is játszhatott helyben az Xbox System Link funkcióval. A PlayStation 2 változat szintén rendelkezett PS2 Online támogatással, ahol egy játékban legfeljebb 16 játékos vehetett részt.

## Cselekmény
|  | Alább a cselekmény részletei következnek! |

### Keleti front
A szovjet hadjáratban a játékos először Alekszandr Sokolov közlegényt irányítja. Sokolov a sztálingrádi csatában vesz részt, Oleg Puskov őrmester nyomában. Az őrmestert végül egy mesterlövész öli meg, miközben feláldozza magát, hogy megmentse Sokolov életét. Ekkor feltűnik egy Tánya Pavelovna nevű szovjet mesterlövész, aki lelövi a német mesterlövészt, majd elküldi Sokolovot, hogy felszabadítsa a Mamajev Kurgán magaslatot. A küldetés teljesítése után Sokolov Pavelovna megfigyelője lesz, és együtt zaklatják a németeket. Később a páros a csatornarendszeren keresztül jut el, hogy segítsen megvédeni egy traktorgyárat, ezzel biztosítva egy T–34-es harckocsi épségét, amelyet Nyikolaj Badanov őrnagy felügyel. A harckocsiban Badanov áttör a Belov tábornok főhadiszállásáig. Belov parancsot ad Badanovnak, hogy juttasson el egy rádiót egy megfigyelőcsapatnak a vasútállomásra, hogy összehangolják a Katyusa rakétatámadást a német páncélosok ellen. Ezt követően Badanov részt vesz a szovjet támadásban a tacinszkajai német repülőtér ellen, amelynek fedőneve „Kis Szaturnusz hadművelet”. Nyikolaj és más T–34-esek az aszfaltozott kifutópályára törnek be, hogy megsemmisítsék a német repülőgépeket. A repülőtér lerombolása után további szovjet egységekkel egyesülnek, hogy ostrom alá vegyék a német főhadiszállás légiforgalmi irányító központját.

### Észak-Afrika
A brit hadjárat Edward Carlyle történetét követi. Carlyle egy éjszakai rajtaütésben vesz részt Matmatában, egy Starkey őrmester vezette kommandócsapattal, melynek célja egy német erőd elfoglalása és egy üzemanyagraktár megsemmisítése. A rajtaütés után Starkey és Carlyle dzsippel menekülnek. Hajnalra Starkey a németekkel teli utakon hajt, miközben Carlyle a .50-es Browning nehézgéppuskát kezeli. Végül eljutnak egy ostromlott brit erődhöz, ahol kiszabadítják Dehart őrmestert és egy térképészt, majd sikeresen felszámolják a német jelenlétet az erődben.

### Nyugati front
Az amerikai hadjárat Chuck Walker őrmester történetét meséli el. Az első három küldetés Aachen elfoglalására összpontosít, miközben Chuck a harckocsioszlopot védi az előrenyomulás során. Aachen bevétele után a történet középpontjába Sam Rivers, egy fiatal afroamerikai M4 Sherman harckocsiparancsnok kerül, aki a Tillet körüli német erőket tartja vissza. Ezt követően a frissen előléptetett Walker hadnagy beszivárog Remagen városába, hogy felderítse a Ludendorff-hidat, és elkísérje Rivers harckocsizó osztagát a hídig. Amikor odaérnek, egy óriási kráter akadályozza meg a tankok áthaladását. Chuck ezután megsemmisíti a német helyőrséget, mielőtt azok felrobbantanák a hidat, hogy megállítsák a szövetségesek előrenyomulását. A sikeres akció eredményeként a híd a szövetségesek kezére kerül, lehetővé téve számukra, hogy benyomuljanak Németországba.
|  | Itt a vége a cselekmény részletezésének! |

## Fogadtatás
| Összegzőoldal | Értékelés |
| ------------- | --------- |
| Metacritic    | 73/100    |

| Szerző                | Értékelés                            |
| --------------------- | ------------------------------------ |
| EGM                   | 8/10                                 |
| Eurogamer             | 7/10                                 |
| Famicú                | 33/40                                |
| Game Informer         | 8,5/10                               |
| GamePro               | 3/5                                  |
| GameSpot              | 6,7/10                               |
| GameSpy               | 4/5                                  |
| GameZone              | 7/10 (GC) 8,7/10 (PS2) 7,3/10 (Xbox) |
| IGN                   | 7/10 (GC) 7,3/10 (PS2) 7,3/10 (Xbox) |
| Nintendo Power        | 3,7/5                                |
| Nintendo World Report | 6/10                                 |
| OPM (US)              | 4/5                                  |
| OXM (US)              | 7/10                                 |

A Call of Duty: Finest Hour a Metacritic értékelésgyűjtő oldal szerint „vegyes vagy átlagos” kritikákat kapott.
Az IGN szerint, bár a játék jó lövöldözős élményt nyújt, mégis megrekedt a realizmus és a túlzó akciók között. A grafikát átlagosnak találták, a vizuális effekteket kiábrándítónak minősítették, és a hanghatások is helyenként oda nem illőnek tűntek a játék bizonyos részein.
A GameSpot munkatársa, Bob Colayco szintén vegyesen értékelte a játékot, 6,7/10 pontra értékelve. A játékot „legtöbb szempontból jól megvalósított lövöldözős címként” jellemezte, és pozitívan kiemelte a három hadjárat változatos helyszíneit. Ugyanakkor bírálta a fegyverek érzetét, megjegyezve, hogy „gyakran nehéz megállapítani, mennyi sebzést okozol az ellenfélnek, és mikor hal meg valójában a célpontod.”

## Fordítás
Ez a szócikk részben vagy egészben  a   Call of Duty: Finest Hour című angol Wikipédia-szócikk ezen változatának fordításán alapul.  Az eredeti cikk szerkesztőit annak laptörténete sorolja fel. Ez a jelzés csupán a megfogalmazás eredetét és a szerzői jogokat jelzi, nem szolgál a cikkben szereplő információk forrásmegjelöléseként.